# 东华礁
东华礁位于南沙群岛东部，是南方浅滩东端的一个珊瑚礁，最浅处水深约5.4米。1983年中国地名委员会公布的标准名称为“东华礁”。西方文献一般称作“Foulerton Reef”。